# Baramia vorax
Baramia vorax is een hooiwagen uit de familie Podoctidae. De wetenschappelijke naam van Baramia vorax gaat terug op Hirst.